# Grande Prémio Jornal de Notícias
O Grande Prémio Jornal de Notícias é uma corrida ciclista profissional por etapas que se disputa anualmente em Portugal, desde o ano de 1979.
A corrida não se realizou entre 2002 e 2012 sendo retomada em 2013 com um interregno de um ano em 2014, e outro em 2020, devido à Pandemia de COVID-19. A última etapa tem como tradição o final na Avenida dos Aliados no Porto, apesar de em 2023 ter terminado em Viana do Castelo, por ser esta a Cidade Europeia do Desporto nesse ano.
Os portugueses Fernando Carvalho e António Carvalho, tio e sobrinho, bem como Rafael Reis, são os únicos ciclistas que venceram em mais de uma ocasião.
A prova é patrocinada pelo diário Jornal de Notícias.

## Palmarés
| Ano       | (nacionalidade) Vencedor (equipa)               | Segundo lugar                                 | Terceiro lugar                                | Class. de sprints                             | Class. de montanha                            | Class. por pontos                             | Class. jovens                                 |
| --------- | ----------------------------------------------- | --------------------------------------------- | --------------------------------------------- | --------------------------------------------- | --------------------------------------------- | --------------------------------------------- | --------------------------------------------- |
| 1979      | Francisco Miranda (Bombarralense/ Uniroyal)     | José Sousa Santos                             | António Alves                                 |                                               | Luis Teixeira                                 | Alexandre Ruas                                | Carlos Santos                                 |
| 1980      | Venceslau Fernandes (FC Porto/ UBP)             | Abel Coelho                                   | Luis Teixeira                                 |                                               | Francisco Miranda                             | Alexandre Ruas                                |                                               |
| 1981      | Alfredo Gouveia (Coelima)                       | Benjamim Carvalho                             | Marco Chagas                                  |                                               | Joaquim Andrade                               | Carlos Santos                                 | Benjamim Carvalho                             |
| 1982      | Manuel Zeferino (Mako/ Jeans)                   | Luis Teixeira                                 | Benedito Ferreira                             | Carlos Santos                                 | Luis Teixeira                                 | Luis Teixeira                                 | Manuel Zeferino                               |
| 1983      | Adelino Teixeira (Lousa/ Tri Naranjus)          | Venceslau Fernandes                           | Benjamim Carvalho                             |                                               |                                               |                                               |                                               |
| 1984      | Eduardo Correia (Sporting/ Raposeira)           | Fernando Carvalho                             | Venceslau Fernandes                           |                                               |                                               |                                               |                                               |
| 1985      | Paulo Ferreira (Sporting/ Raposeira)            | Manuel Cunha                                  | António Fernandes                             |                                               |                                               |                                               |                                               |
| 1986      | Fernando Carvalho (Lousã/ Tri Naranjus/ Akai)   | Benjamim Carvalho                             | Marino Fonseca                                |                                               |                                               |                                               |                                               |
| 1987      | Américo José Neves Da Silva (Sporting/ Vitalis) | Venceslau Fernandes                           | Eduardo Correia                               |                                               |                                               |                                               |                                               |
| 1988      | Manuel Correia (Ruquita/ Feirense)              | Manuel Abreu                                  | Cayn Theakston                                |                                               |                                               |                                               |                                               |
| 1989      | Fernando Carvalho (Louletano/ Vale do Lobo)     | Antonio Pinto                                 | Orlando Neves                                 | Paulo Pinto                                   | Paulo Pinto                                   | Paulo Pinto                                   | Orlando Neves                                 |
| 1990      | Jorge Silva (Sicasal/ Acral)                    | José Xavier                                   | Eduardo Correia                               |                                               |                                               |                                               |                                               |
| 1991      | Manuel Cunha (Calbrita/ Akai/ Lousã)            | Cássio Freitas                                | Delmino Pereira                               |                                               |                                               |                                               |                                               |
| 1992      | Cássio Freitas (Recer/ Boavista)                | Joaquim Andrade                               | Delmino Pereira                               |                                               |                                               |                                               |                                               |
| 1993      | Vítor Gamito (Sicasal/ Acral)                   | Cássio Freitas                                | Manuel Cunha                                  |                                               |                                               |                                               |                                               |
| 1994      | Francisco Cerezo (Castellblanch)                | Carlos Pinho                                  | João Silva                                    |                                               |                                               |                                               |                                               |
| 1995      | Joaquim Gomes (Sicasal/Acral)                   | Paulo Ferreira                                | Quintino Rodrigues                            |                                               |                                               |                                               |                                               |
| 1996      | Paulo Ferreira (Maia/ Jumbo/ CIN)               | Joaquim Gomes                                 | Antonio Faisco                                |                                               |                                               |                                               |                                               |
| 1997      | Yevgueni Berzin (Batik/ Del Monte)              | Daniel Clavero                                | Cândido Barbosa                               |                                               |                                               |                                               |                                               |
| 1998      | Romāns Vainšteins (Kross/ Selle Italia)         | Vítor Gamito                                  | Álvaro González de Galdeano                   |                                               |                                               |                                               |                                               |
| 1999      | Melcior Mauri (Sport Lisboa Benfica)            | José Alberto Martínez                         | Joaquim Adrego Andrade                        |                                               |                                               |                                               |                                               |
| 2000      | Mikel Artetxe (Euskaltel)                       | José Azevedo                                  | Claus Michael Møller                          |                                               |                                               |                                               |                                               |
| 2001      | Joan Horrach (Maia/ Milaneza/ MSS)              | Ángel Edo                                     | Iban Mayo                                     | Nuno Ribeiro                                  | Iban Mayo                                     | Ángel Edo                                     | David García                                  |
| 2002-2012 | Não se organizou                                | Não se organizou                              | Não se organizou                              | Não se organizou                              | Não se organizou                              | Não se organizou                              | Não se organizou                              |
| 2013      | César Fonte (EFAPEL/ Glassdrive)                | Delio Fernández                               | Gustavo César Veloso                          |                                               | Hernâni Brôco                                 |                                               | Daniel Freitas                                |
| 2014      | Não se organizou                                | Não se organizou                              | Não se organizou                              | Não se organizou                              | Não se organizou                              | Não se organizou                              | Não se organizou                              |
| 2015      | António Carvalho (W52)                          | Diego Rubio                                   | Bruno Silva                                   |                                               | Hernâni Brôco                                 | António Carvalho                              | Rui Carvalho                                  |
| 2016      | Rafael Reis (W52/ FC Porto)                     | António Carvalho                              | Vicente García de Mateos                      |                                               | Pablo Guerrero Bonilla                        | Daniel Mestre                                 | Gaspar Gonçalves                              |
| 2017      | Raúl Alarcón(W52/ FC Porto)                     | João Benta                                    | Rui Vinhas                                    |                                               | César Fonte                                   | Raúl Alarcón                                  | Jorge Magalhães                               |
| 2018      | António Carvalho (Tavifer)                      | Edgar Pinto                                   | Joni Brandão                                  | Luís Mendonça                                 | António Ferreira                              | António Carvalho                              | André Domingues                               |
| 2019      | Ricardo Mestre(W52/ FC Porto)                   | Joni Brandão                                  | Alejandro Marque                              |                                               | Bruno Silva                                   | Joni Brandão                                  | Rafael Lourenço                               |
| 2020      | Não se realizou devido à Pandemia de COVID-19   | Não se realizou devido à Pandemia de COVID-19 | Não se realizou devido à Pandemia de COVID-19 | Não se realizou devido à Pandemia de COVID-19 | Não se realizou devido à Pandemia de COVID-19 | Não se realizou devido à Pandemia de COVID-19 | Não se realizou devido à Pandemia de COVID-19 |
| 2021      | Joaquim Silva (Tavifer)                         | Ricardo Vilela                                | Alejandro Marque                              | Luís Mendonça                                 | António Ferreira                              | António Carvalho                              | João Matias                                   |
| 2022      | Mauricio Moreira (Glassdrive)                   | António Carvalho                              | Joaquim Silva                                 | Gonçalo Leaça                                 | Henrique Casimiro                             | António Carvalho                              | Francisco Peñuela                             |
| 2023      | Rafael Reis (Glassdrive)                        | Luís Fernandes                                | Henrique Casimiro                             | Daniel Díaz                                   | César Fonte                                   | Luís Mendonça                                 | Pedro Silva                                   |

## Palmarés por países
| País     | Vitórias |
| -------- | -------- |
| Portugal | 24       |
| Espanha  | 5        |
| Rússia   | 1        |
| Letônia  | 1        |
| Brasil   | 1        |
| Uruguai  | 1        |